# Береговая охрана Барбадоса
Береговая охрана Барбадоса (англ. Barbados Coast Guard) — род войск Вооружённых сил Барбадоса. В его обязанности входят территориальная оборона, патрулирование территориальных вод Барбадоса и исключительной экономической зоны, а также обеспечение соблюдения законов на море, борьба с наркотрафиком, поиск и спасание, охрана окружающей среды, а также надзор за соблюдением правил портов и гаваней. Береговая охрана Барбадоса базируется в Бриджтауне, столице Барбадоса. Штаб-квартира состоит из частично закрытой базы для стыковки флота береговой охраны.
Префикс «HMBS», имеющийся у судов Береговой охраны расшифровывается как «Барбадосский корабль Его/Её Величества».
Подразделение морской пехоты Королевских полицейских сил Барбадоса осуществляет свою деятельность на базе Береговой охраны Барбадоса. Кроме того, база Береговой охраны является штаб-квартирой для морского отдела Барбадосского кадетского корпуса (подразделение морской пехоты Барбадосского кадетского корпуса).

## Корабли
Береговая охрана Барбадоса располагает следующим вооружением:
- PO1 HMBS TRIDENT (морское патрульное судно класса Damen 4207)
- PO2 HMBS LEONARD C. BANFIELD (морское патрульное судно класса Damen 4207)
- PO3 HMBS RUDYARD LEWIS (морское патрульное судно класса Damen 4207)
- PO4 HMBS Endeavour (вспомогательное судно класса SeaArk 40)
- PO5 HMBS Enterprise (прибрежное патрульное судно класса Damen 1204)
- PO6 HMBS Excellence (прибрежное патрульное судно класса Damen 1204)
- PO7 HMBS Endurance (прибрежное патрульное судно)
- 2 надувные лодки с жестким корпусом Zodiac Hurricane 920
- 3x Damen MST 1200 надувная лодка с жестким корпусом
- 3x Damen MST 1000 надувная лодка с жестким корпусом
- 2 патрульных самолёта Fairchild C-26

## Новые корабли
В 2007 и 2008 годах Береговая охрана получила три новых патрульных судна типа Damen Stan 4207 — HMBS Leonard C Banfield, HMBS Rudyard Lewis и HMBS Trident.
Названный в честь первого начальника штаба Сил обороны Барбадоса полковника Леонарда Бэнфилда, HMBS Leonard C Banfield, пришвартовался к HMBS Pelican, штаб-квартире береговой охраны в Спринг-Гарден (район Сент-Мишель), около 8 часов утра. «Это судно является существенным дополнением к флотилии береговой охраны, и ожидается, что оно значительно поможет в обеспечении безопасности в водах вокруг Барбадоса», — сказал командующий Рики Шерланд.
И HMBS Leonard C Banfield, и новая штаб-квартира были сданы в эксплуатацию на церемонии, состоявшейся 14 сентября 2007 года. Новое судно, как сообщается, обошлось правительству Барбадоса в 6 миллионов долларов США. Военные сообщили, что эта поставка была первой в пакете стоимостью 37 миллионов долларов США, который предполагает покупку ещё двух других судов аналогичного класса, три 40-футовых патрульных катера, два 30-футовых и три 21-футовых береговых патрульных катера.
Береговая охрана в 2007 году насчитывала 127 человек; предполагалось, что численность будет увеличиваться примерно на 30 человек в год в период с 2007 по 2011 год.